# Fondo de Pensiones del Gobierno de Noruega
El Fondo de Pensiones del Gobierno de Noruega consta de dos fondos soberanos de inversión totalmente separados propiedad del Gobierno de Noruega:
- El Government Pension Fund - Global (antes The Government Petroleum Fund)
- El Government Pension Fund - Noruega (antes The National Insurance Scheme Fund)

En ambos fondos se deposita el excedente de riqueza producida por los ingresos derivados de la extracción de petróleo, que son principalmente impuestos a las empresas, aunque también del pago de licencia para exploración, y dividendos de la petrolera de capital mixto Statoil.
Los ingresos actuales del sector del petróleo en Noruega se cree que están en su período máximo y que irán disminuyendo en las próximas décadas.

## Government Pension Fund - Global
El Government Pension Fund - Global (en noruego: Statens pensjonsfond utland, SPU) es un fondo de inversión que cambió de nombre en enero del 2006 y se denomina comúnmente Petroleum Fund (noruego: Oljefondet).
El fondo global fue creado en 1990 después de una decisión de la Asamblea Legislativa (Storting) para contrarrestar los efectos de la disminución futura de los ingresos y para suavizar los efectos alteradores de la alta fluctuación de los precios del petróleo.
Como indica su nombre, el fondo global invierte en mercados financieros internacionales, de modo que el riesgo sea independiente de la economía noruega.
A partir de la valoración en junio del 2007, fue el mayor fondo de pensiones en Europa y el cuarto más grande en el mundo, aunque en realidad no es un fondo de pensiones, ya que deriva su respaldo financiero de los beneficios del petróleo y no de las contribuciones de pensiones. A 1 de diciembre de 2019 su valor total era de 10 billones de coronas noruegas (1,1 billones de dólares), sosteniendo 1,05 % de los mercados bursátiles mundiales. El fondo sostiene el 2,15 por ciento de las reservas europeas, es decir, que es el mayor propietario de valores en Europa.
El fondo es gestionado por el Norges Bank Investment Management (NBIM), parte del Banco Central de Noruega, por parte del Ministerio de Hacienda. Actualmente es el mayor fondo de pensiones en Europa y similar en tamaño al California Public Employees' Retirement System (CalPERS), el mayor fondo de pensiones en los Estados Unidos. NBIM prevé que el fondo alcance NOK 2,794 billones ($ 463 000 millones) a finales del 2009 y NOK 4,769 billones ($ 791 000 millones) a finales de 2014. En 1998 el fondo había sido autorizado a invertir hasta un 40 % de su cartera en el mercado bursátil internacional. En el 2007, el Ministerio decidió aumentar el porcentaje de inversión al 60 %, esto se logró en agosto del 2009.

## Government Pension Fund - Norway
El Government Pension Fund - Norway (GPFN) (noruego: Statens pensjonsfond Norge, SPN) fue establecido por la Ley Nacional de Seguros (Folketrygdloven) en 1967 bajo el nombre de National Insurance Scheme Fund (noruego: Folketrygdfondet). Este fondo sigue siendo gestionado por un consejo independiente y entidad gubernamental independiente nombrado Folketrygdfondet. El GPFN tuvo un valor de NOK 106,9 mil millones a finales del 2006. A diferencia de la división global, se le instruyó invertir en empresas nacionales en el mercado de valores, predominantemente en la Bolsa de Oslo. Debido a esto, el GPFN es propietario de acciones clave en muchas grandes empresas de Noruega.